# Kneria
Kneria é um género de peixe da família Kneriidae.
Este género contém as seguintes espécies:
- Kneria angolensis
- Kneria ansorgii
- Kneria auriculata
- Kneria katangae
- Kneria maydelli
- Kneria paucisquamata
- Kneria polli
- Kneria ruaha
- Kneria rukwaensis
- Kneria sjolandersi
- Kneria stappersii
- Kneria uluguru
- Kneria wittei